# Moerisia horii
Moerisia horii is een hydroïdpoliep uit de familie Moerisiidae. De poliep komt uit het geslacht Moerisia. Moerisia horii werd in 1929 voor het eerst wetenschappelijk beschreven door Uchida & Uchida. 